# دودمان نصریان

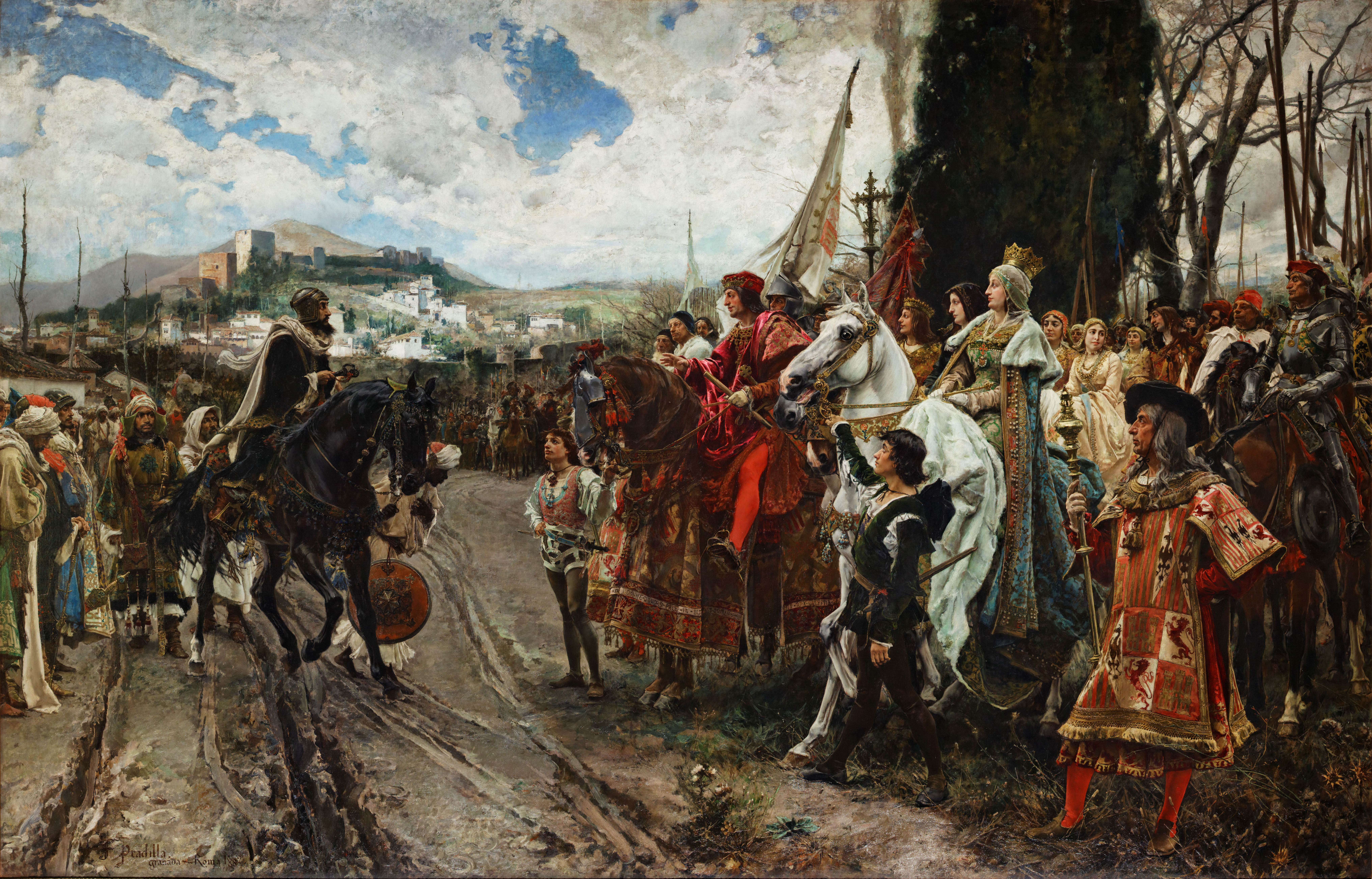
تسلیم شدن آخرین سلطان به نیروهای کاستیا و آراگون

دودمان نصریانی (به عربی:بنو نصر) آخرین دودمان مسلمان در اسپانیا بود. نصریانی ها در ۱۲۱۲ میلادی پس از شکست موحدون در نبرد لاس ناواس دی تولوسا به قدرت رسیدند. ۲۳ امیر نصریانی، از ۱۲۳۲ با تأسیس این دودمان توسط محمد اول ابن نصر تا ۲ ژانویه ۱۴۹۲ میلادی که سپاهیان مسلمان به ارتش‌های مسیحی کاستیا و آراگون تسلیم شدند، بر امیرنشین گرانادا فرمان راندند. امروزه مهم‌ترین اثری که از زمان حکومت نصریانی به جای مانده، الحمرا است که یک مجموعه تاریخی پربازدید در اسپانیا است.

## فهرست سلاطین نصریانی
- محمد اول ابن نصر (۱۲۳۸–۱۲۷۲)
- محمد دوم الفقیه (۱۲۷۳–۱۳۰۲)
- محمد سوم (۱۳۰۲–۱۳۰۹)
- نصر (۱۳۰۹–۱۳۱۴)
- اسماعیل اول (غرناطه) (۱۳۱۴–۱۳۲۵)
- محمد چهارم (۱۳۲۵–۱۳۳۳)
- یوسف اول (۱۳۳۳–۱۳۵۴)
- محمد پنجم (۱۳۵۴–۱۳۵۹، ۱۳۶۲–۱۳۹۱)
- اسماعیل دوم گرانادا (۱۳۵۹–۱۳۶۰)
- محمد ششم (۱۳۶۰–۱۳۶۲)
- یوسف دوم(۱۴۰۸–۱۴۱۷)
- محمد هفتم(۱۳۹۲–۱۴۰۸)
- یوسف سوم (۱۴۰۸–۱۴۱۷)
- محمد هشتم (۱۴۱۷–۱۴۱۹، ۱۴۲۷–۱۴۲۹)
- محمد نهم (۱۴۱۹–۱۴۲۷، ۱۴۳۰–۱۴۳۱، ۱۴۳۲–۱۴۴۵، ۱۴۴۸–۱۴۵۳)
- یوسف چهارم (۱۴۳۲)
- یوسف پنجم(۱۴۴۵–۱۴۴۶، ۱۴۶۲)
- محمد دهم(۱۴۴۶–۱۴۴۸)
- محمد یازدهم (۱۴۵۳-۱۴۵۴)
- ابوالحسن علی (۱۴۶۴–۱۴۸۲، ۱۴۸۳–۱۴۸۵)
- ابوعبدالله محمد دوازدهم (۱۴۸۲–۱۴۸۳، ۱۴۸۶–۱۴۹۲)
- ابوعبدالله محمد سیزدهم (۱۴۸۵–۱۴۸۶)

## شجره نامه

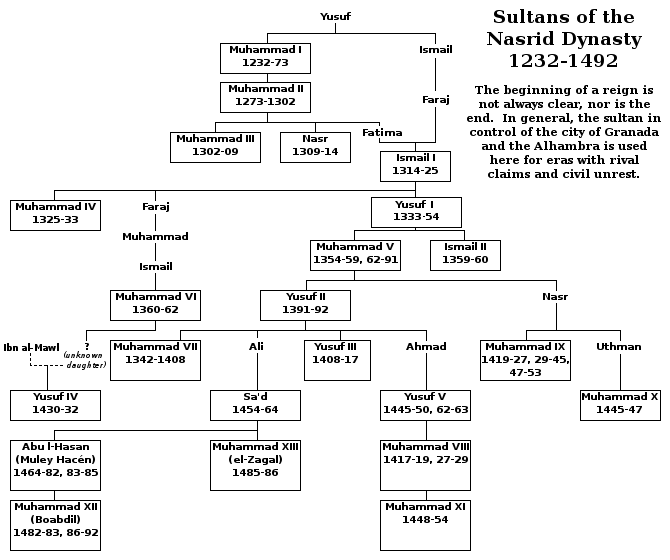
شجره نامه شاهان نصریانی